# Palirika marginicollis
Palirika marginicollis är en tvåvingeart som först beskrevs av Griffith och Pidgeon 1832.  Palirika marginicollis ingår i släktet Palirika och familjen svävflugor. Inga underarter finns listade i Catalogue of Life.